# 増田梨沙
増田 梨沙（ますだ りさ、2013年〈平成25年〉10月22日 - ）は、日本の子役タレント。東京都出身。キューブ所属。2024年7月末まではクレヨンに所属していた。

## 略歴
- 2018年、複数の企業のスチールやCMに出演[2]。
- 2019年4月からNHK Eテレ教育番組『みいつけた!』の4代目のスイちゃんを務める[3]。
- 2022年12月、2022 FNS歌謡祭 第2夜にてミュージカル『SPY×FAMILY』へ、アーニャ役での出演が発表された[4]。
- 2023年度末まで『みいつけた!』へ出演し、歴代最長のスイちゃんとなり[5]、2024年3月29日のスペシャル放送をもって卒業した[6]。
- 2024年8月27日、Instagramでキューブへの移籍を発表[7]。
- 2024年秋ドラマ「放課後カルテ」（日本テレビ）、2025年冬ドラマ「日本一の最低男　※私の家族はニセモノだった」（フジテレビ）に連続でドラマ出演。

## 人物
- 『みいつけた!』就任当時（2019年4月）の身長は、99cm
- 趣味は、イラスト、読書、工作[2]、動画編集[1]。特技は、歌、ダンス、ローラースケート[2]。将来の夢は、うたのおねえさん、ダンスの先生[2]。
- 好きな食べ物は、スイカ、スルメイカ、そら豆[8]。

## 出演
太字は主演、もしくはメインキャラクター。

### テレビ番組
- みいつけた!（2019年4月 - 2024年3月、NHK Eテレ） - スイちゃん〈4代目〉[9][3][6] ほか
- 2022 FNS歌謡祭 第2夜（2022年12月14日、フジテレビ）[4]
- ウェルカム!よきまるハウス（2023年5月5日、2024年2月21日、NHK Eテレ）[10][11]
- 100カメ「ミュージカル 帝国劇場でSPY×FAMILY」（2023年12月19日、NHK総合）[12][13]
- 出川哲朗のクイズほぉ〜スクール（2024年8月19日、NHK Eテレ）[14]

### テレビドラマ
- つまり好きって言いたいんだけど、（2021年10月7日、テレビ東京） - リカ 役[15]
- 放課後カルテ（2024年10月12日 - 12月21日、日本テレビ） - 野咲ゆき 役[16]
- 日本一の最低男 ※私の家族はニセモノだった（2025年1月9日 - 3月20日、フジテレビ） - 小原ひまり 役[17]
- ダメマネ! -ダメなタレント、マネジメントします-（2025年4月20日 - 、日本テレビ） - 神田川美和 （幼少期）役[18]

### MV
- King & Prince「愛し生きること」（2023年9月25日）[19]

### CM
- クレハ NEWクレラップ「くるくるずし」篇
- イオン トップバリュ 「グリーンアイ オーガニック」篇
- タカラトミー 「こえだちゃんと木のおうち」篇
- 佐川急便 「母になって」篇

### 舞台
- ミュージカル『SPY×FAMILY』（2023年3月、帝国劇場 / 2023年4月、兵庫県立芸術文化センターKOBELCO大ホール / 2023年5月、博多座） - アーニャ・フォージャー 役（クワトロキャスト）[20][21]
- ミュージカル『この世界の片隅に』（2024年5月9日 - 7月、日生劇場 他）[22]